# Dinan (quận)
Quận Dinan là một quận của Pháp, nằm ở tỉnh Côtes-d'Armor, ở vùng Bretagne. Quận này có 12 tổng và 101 xã.

## Đơn vị hành chính

### Tổng
Các tổng của quận Dinan là: 
1. Broons
2. Caulnes
3. Collinée
4. Dinan-Est
5. Dinan-Ouest
6. Évran
7. Jugon-les-Lacs
8. Matignon
9. Merdrignac
10. Plancoët
11. Plélan-le-Petit
12. Ploubalay

### Xã
Các xã của quận Dinan, và mã INSEE là: 
| 1. Aucaleuc (22003)                | 2. Bobital (22008)                | 3. Bourseul (22014)              | 4. Broons (22020)                  |
| 5. Brusvily (22021)                | 6. Calorguen (22026)              | 7. Caulnes (22032)               | 8. Collinée (22046)                |
| 9. Corseul (22048)                 | 10. Créhen (22049)                | 11. Dinan (22050)                | 12. Dolo (22051)                   |
| 13. Fréhel (22179)                 | 14. Gomené (22062)                | 15. Guenroc (22069)              | 16. Guitté (22071)                 |
| 17. Hénanbihen (22076)             | 18. Hénansal (22077)              | 19. Illifaut (22083)             | 20. Jugon-les-Lacs (22084)         |
| 21. La Bouillie (22012)            | 22. La Chapelle-Blanche (22036)   | 23. La Landec (22097)            | 24. La Vicomté-sur-Rance (22385)   |
| 25. Lancieux (22094)               | 26. Landébia (22096)              | 27. Langourla (22102)            | 28. Langrolay-sur-Rance (22103)    |
| 29. Languenan (22105)              | 30. Languédias (22104)            | 31. Lanrelas (22114)             | 32. Lanvallay (22118)              |
| 33. Laurenan (22122)               | 34. Le Gouray (22066)             | 35. Le Hinglé (22082)            | 36. Le Quiou (22263)               |
| 37. Les Champs-Géraux (22035)      | 38. Loscouët-sur-Meu (22133)      | 39. Léhon (22123)                | 40. Matignon (22143)               |
| 41. Merdrignac (22147)             | 42. Mégrit (22145)                | 43. Mérillac (22148)             | 44. Plancoët (22172)               |
| 45. Pleslin-Trigavou (22190)       | 46. Plessix-Balisson (22192)      | 47. Plestan (22193)              | 48. Pleudihen-sur-Rance (22197)    |
| 49. Plorec-sur-Arguenon (22205)    | 50. Plouasne (22208)              | 51. Ploubalay (22209)            | 52. Plouër-sur-Rance (22213)       |
| 53. Pluduno (22237)                | 54. Plumaudan (22239)             | 55. Plumaugat (22240)            | 56. Pléboulle (22174)              |
| 57. Plédéliac (22175)              | 58. Plélan-le-Petit (22180)       | 59. Plénée-Jugon (22185)         | 60. Pléven (22200)                 |
| 61. Plévenon (22201)               | 62. Quévert (22259)               | 63. Rouillac (22267)             | 64. Ruca (22268)                   |
| 65. Saint-André-des-Eaux (22274)   | 66. Saint-Carné (22280)           | 67. Saint-Cast-le-Guildo (22282) | 68. Saint-Denoual (22286)          |
| 69. Saint-Gilles-du-Mené (22292)   | 70. Saint-Gouéno (22297)          | 71. Saint-Hélen (22299)          | 72. Saint-Jacut-de-la-Mer (22302)  |
| 73. Saint-Jacut-du-Mené (22303)    | 74. Saint-Jouan-de-l'Isle (22305) | 75. Saint-Judoce (22306)         | 76. Saint-Juvat (22308)            |
| 77. Saint-Launeuc (22309)          | 78. Saint-Lormel (22311)          | 79. Saint-Maden (22312)          | 80. Saint-Maudez (22315)           |
| 81. Saint-Michel-de-Plélan (22318) | 82. Saint-Méloir-des-Bois (22317) | 83. Saint-Pôtan (22323)          | 84. Saint-Samson-sur-Rance (22327) |
| 85. Saint-Vran (22333)             | 86. Sévignac (22337)              | 87. Taden (22339)                | 88. Tramain (22341)                |
| 89. Trébédan (22342)               | 90. Trédias (22348)               | 91. Tréfumel (22352)             | 92. Trégon (22357)                 |
| 93. Trélivan (22364)               | 94. Trémeur (22369)               | 95. Trémorel (22371)             | 96. Tréméreuc (22368)              |
| 97. Trévron (22380)                | 98. Vildé-Guingalan (22388)       | 99. Yvignac-la-Tour (22391)      | 100. Éréac (22053)                 |
| 101. Évran (22056)                 |                                   |                                  |                                    |